# Día Internacional para la Eliminación Total de las Armas Nucleares
El Día Internacional para la Eliminación Total de las Armas Nucleares es una jornada que se celebra anualmente el 26 de septiembre desde 2014, fue establecida por la  Asamblea General de las Naciones Unidas en 2013.

## Proclamación
La proclamación del Día Internacional para la Eliminación Total de las Armas Nucleares se realizó el 2 de diciembre de 2013 por la Asamblea General de las Naciones Unidas. La resolución exigía la apertura urgente de negociaciones en la Conferencia de Desarme para la pronta conclusión de una convención general sobre las armas nucleares, que prohíba su posesión, desarrollo, producción, adquisición, ensayo, almacenamiento, transferencia, uso o amenaza de uso, y que contemple su destrucción. La proclamación del Día Internacional busca mejorar la conciencia pública y la educación sobre la amenaza que suponen las armas nucleares y la necesidad de su eliminación total.

## Celebración
Este día se celebra cada 26 de septiembre. Esta fecha fue seleccionada para conmemorar la reunión de alto nivel sobre desarme nuclear celebrada en 2013, que marcó un hito en la promoción del desarme nuclear a nivel mundial. La primera celebración oficial de este día tuvo lugar en 2014. Desde entonces, la conmemoración ha incluido reuniones en las sedes de Naciones Unidas de Nueva York y Ginebra, así como una variedad de actividades en todo el mundo, organizadas por el sistema de la ONU, Estados miembros, organizaciones no gubernamentales, instituciones académicas y medios de comunicación. Estas actividades incluyen simposios, conferencias, exhibiciones, competiciones y programas educativos, todos diseñados para aumentar la conciencia pública sobre la amenaza de las armas nucleares y la urgencia de su eliminación.